# Weniamin Jefimowitsch Basner
Weniamin Jefimowitsch Basner (russisch Вениамин Ефимович Баснер, wiss. Transliteration Veniamin Efimovič Basner; * 1. Januar 1925 in Jaroslawl, Sowjetunion; † 3. September 1996 in Repino bei Sankt Petersburg, Russland) war ein russischer Komponist und Violinist.

## Leben
Die Eltern stammten aus Dwinsk und wurden im Ersten Weltkrieg nach Jaroslawl evakuiert. Hier wuchs Basner als  Sohn eines Schuhmachers in einer russisch assimilierten jüdischen Familie auf. Ab 1933 ging er auf die Musikfachschule und wurde 1942 Sologeiger der Philharmonie Jaroslawl. Nach dem Armeedienst 1943 bis 1944 in Kostroma studierte er bis zum Abschluss 1949 am Leningrader Konservatorium Violine bei Michail Bjeljakow und Komposition bei Dmitri Schostakowitsch. Danach war er bis 1955 als Solist und Musiker im Estraden-Orchester des Rundfunks tätig, wo er von Wassili Solowjow-Sedoi gefördert wurde. 1955 wurde er Mitglied im Leningrader Komponistenverband und leitete dort die Jugendarbeit. Mit seinem Lehrer Dmitri Schostakowitsch und mit dessen Schüler Mieczysław Weinberg entwickelte sich eine langjährige Freundschaft. Weinberg, der 1953 zeitweise inhaftiert war, übergab nach der Haftentlassung sein persönliches Archiv an Basner.
Für sein 2. Streichquartett erhielt Basner 1955 einen Preis beim Internationalen Komponistenwettbewerb in Warschau. In dieser Zeit erhielt er auch den Auftrag zu seiner ersten Filmmusik für The Immortal Garrison (1956) in der Regie von Zakhar Agranenko – mit dieser Arbeit gelang ihm der Durchbruch als Filmkomponist.
1979 gehörte Basner zu den sechs sowjetischen Komponisten, die in einer öffentlichen Erklärung Solomon Wolkows heute weitgehend anerkannte Schrift Свидетельство (Zeugenaussage – Die Memoiren des Dmitri Schostakowitsch) als „Fälschung“ bezeichneten – Mitunterzeichner waren seinerzeit Boris Tischtschenko, Kara Karajew, Karen Chatschaturjan, Juri Lewitin und Mieczysław Weinberg.
Als Film- und Liedkomponist erreichte Basner große Popularität, die auch in postsowjetischer Zeit fortdauerte. Er schrieb Musik zu über 100 Filmen und über 300 Lieder, von denen viele ein Millionenpublikum erreichten. Zu den beliebtesten Liedern zählten u. a. На безымянной высоте aus dem Film Тишина (1964) und С чего начинается Родина aus dem Film Щит и меч (1968). Zudem hinterließ er zwei Opern, ein Ballett, Operetten und Musicals, Sinfonien, Konzerte, weitere Orchesterwerke, vokale und instrumentale Kammermusik. 

## Stil
Die ersten Kompositionen ließen noch den Einfluss Schostakowitschs erkennen, doch bald entwickelte Basner eine eigenständige Handschrift. Im 3. Streichquartett verarbeitete er Kriegserfahrungen, das Violinkonzert entstand nach einem Besuch in Auschwitz. Ein tragischer Grundton dominiert häufig, doch es gibt auch lyrische Stimmungen und groteske Momente – in einigen Themen finden sich Elemente jüdischer Volksmusik; seine Bühnenwerke sind in leichterem Tonfall gehalten. Viele der ernsten Werke Basners, schreibt der Sowjetmusik-Experte Boris Yoffe, blieben „jedoch im Schatten seiner Popularität als Schlager-Autor“.

## Sonstiges
Nach ihm benannt ist der 1971 entdeckte Asteroid (4267) Basner.

## Auszeichnungen
- 1974: Заслуженный деятель искусств РСФСР
- 1980: Государственная премия РСФСР имени братьев Васильевых für die Filmmusik zu Блокада (1977)
- 1982: Volkskünstler der RSFSR
- 1994: Orden der Freundschaft[15]

## Werke (Auswahl)

### Opern
- Вешние воды nach der Novelle Frühlingswogen von Iwan Turgenjew (1975)
- Отель "Танатос" nach der Erzählung Thanatos Palace Hotel von André Maurois (1996, unvollendet)

### Ballett
- Три мушкетера (1964) nach Die drei Musketiere von Alexandre Dumas

### Operetten, Musicals
- Полярная звезда (1966)
- Требуется героиня (1967/68)
- Южный крест (1970/71)
- Год голубого зайца (1978)
- Между небом и землей (1980)
- Блистающие облака (1982)
- Настоящие мужчины (1983)
- Моя хата с краю (1985)
- Еврейское счастье (1994)
- Ты — великая актриса! (1995)

### Orchesterwerke
- Поэма об освобождённом Ленинграде (1957/58)
- 1. Sinfonie (1958)
- Violinkonzert (1966)
- Cellokonzert Царь Давид (1967–1980)
- 2. Sinfonie Blockade (1983/84)
- 3. Sinfonie Liebe nach Texten von Émile Verhaeren (1988)

### Chor- und weitere Vokalmusik
- Земля, Oratorium (1961)
- Весна. Песни. Волнения, Oratorium (1964)
- Вечный огонь, Kantate (1971)
- Acht Gedichte von Anna Achmatowa für Mezzosopran und Gitarre (1977)
- Памяти Владимира Высоцкого, sechs Balladen zum Gedenken an Wladimir Wyssozki für Gesang und Instrumentalensemble (1981)

### Kammermusik
- 1. Streichquartett (1948, rev. 1964)
- Poem für Violine und Klavier (1950)
- 2. Streichquartett (1953)
- 3. Streichquartett (1960)
- 4. Streichquartett (1969)
- 5. Streichquartett (1975)[16]

### Filmmusik
- Бессмертный гарнизон – Immortal Garrison (1956)
- Человек родился (1956)
- Судьба человека – Ein Menschenschicksal (1959)
- Полосатый рейс – Rette sich, wer kann! (1961)
- Родная кровь (1963)
- Тишина (1964)
- Друзья и годы (1965)
- Звонят, откройте дверь – They're Calling, Open the Door (1965)
- Щит и меч (1968)
- Мировой парень (1971)
- Дни Турбиных (1976)
- Блокада (1977)
- Тайная прогулка (1985)
- Возвращение „Броненосца“ (1996)

### Lieder
- На безымянной высоте aus dem Film Тишина (1964)
- Это было недавно, это было давно aus dem Film Друзья и годы (1965)
- С чего начинается Родина aus dem Film Щит и меч (1968)
- Березовый сок aus dem Film Мировой парень (1971)
- Белой акации гроздья душистые aus dem Film Дни Турбиных (1976)

### Arrangement
- Sinfonie Katerina Ismailowa, Arrangement Basners nach Schostakowitschs Oper (1958)[17]